# 南方澳觀海寺

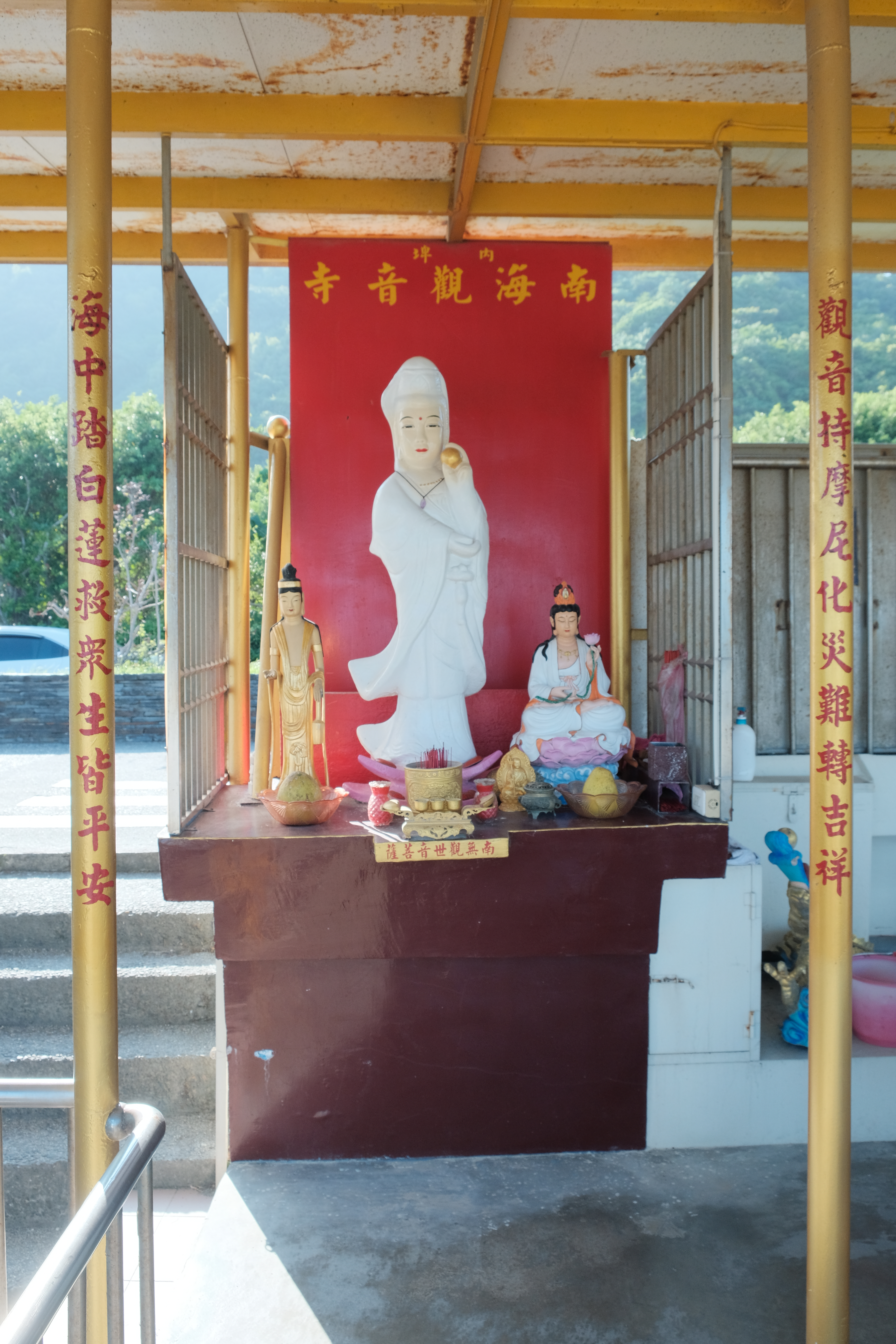
南方澳觀海寺

南方澳觀海寺，是位於台灣宜蘭縣蘇澳鎮南方澳漁村內埤海灘堤防上的一座小廟，主祀送子觀音。1990年，有一對母子來內埤遊玩，因突浪使母子同時落海，母略諳水性獲救而子失蹤，那位小孩的遺體久尋不獲。在此事之前，曾發生類似的意外，於是蘇澳鎮公所核准在內埤海灘邊建此小廟，2002年重建。

## 外部連結
- 參訪觀海寺 （页面存档备份，存于）